# 司馬恬
司馬恬（4世紀—390年2月26日），字元瑜，河內溫縣（今河南省溫縣）人。晉朝宗室，譙王司馬承孫，官至鎮北將軍、兗青二州刺史。

## 生平
司馬恬於永和六年（350年）承襲譙王爵位，初拜散騎待郎，後任散騎常侍、黃門郎及御史中丞。太和六年（371年），大司馬桓溫廢黜晉廢帝，以司馬昱繼位，是為晉簡文帝。然而在簡文帝登位後尚未解嚴，而駐屯中堂的桓溫部眾卻吹響號角，司馬恬於是以大不敬之罪彈劾桓溫。當時桓溫掌握權力，此彈劾雖對其無影響，但桓溫看見其上奏仍感歎道：「這小伙子居然敢彈劾我，真令人敬畏呀。」
司馬恬因忠正和有辦事才幹，故此受朝內所畏懼。後遷右衞將軍、司雍秦梁四州大中正。又歷任尚書、侍中，領左衞將軍及吳國內史，領太子詹事。太元十一年（386年）遷尚書右僕射。因司馬恬既是宗室又有功勳及名望，更有才幹，故深得晉孝武帝器重，於是在太元十三年（388年）四月遷都督兗州、青州、冀、幽、并、揚州之晉陵、徐州之南北郡軍事，假節領鎮北將軍、兗青二州刺史。太元十五年正月乙亥日（390年2月26日），司馬恬逝世，朝廷追贈車騎將軍，諡號為敬。

## 子女
- 司馬尚之，司馬恬子，承襲譙王。司馬道子掌政時與眾兄弟居顯要職位，官至前將軍、豫州刺史。後參與討伐桓玄但失敗，被殺。
- 司馬恢之，司馬恬子，官至丹楊尹。司馬尚之被殺後被流放廣州，路上被桓玄派人殺害。
- 司馬允之，司馬恬子，後過繼給叔父司馬愔，承襲廣晉伯爵位，官至吳國、宣城、譙國、梁國四郡內史。與司馬恢之一同被殺。
- 司馬休之，司馬恬子，司馬尚之兵敗帶著子姪逃到南燕，後在討伐桓玄的義兵起義後南歸，官至荊州刺史。其後與魯宗之等起兵討伐掌政的劉裕，兵敗而逃到後秦，後秦被劉裕滅後再逃到北魏。